# Johann Christoph Richter (Musiker)
Johann Christoph Richter (* 15. Juli 1700 in Dresden; † 19. Februar 1785 ebenda) war ein deutscher Komponist, Pantaleonspieler und Organist. 

## Leben und Wirken
Johann Christoph Richter wurde 1714 an der Dresdener Kreuzschule erwähnt, kam aber schon wenig später in die Dresdener Hofkapelle und wurde von dort aus 1716 zur Ausbildung nach Italien geschickt. Ab 1722 studierte er in Leipzig. 1726 musste er auf Anordnung des Königs bei Pantaleon Hebenstreit das Spiel des Pantaleons erlernen. Ab 1734 vertrat er den erkrankten Hebenstreit als Pantaleonlehrer, während schon 1727 die Ernennung zum evangelischen Hoforganisten erfolgte. Von 1751 bis 1775 war er Hofkantor und ab 1760 erhielt er einen Kapellmeistertitel.
Zu Richters Schülern zählt unter anderem Christian Gottlieb Dachselt, langjähriger Organist der Dresdner Frauenkirche.
Richter schrieb neben einigen Kantaten zwei Bühnenwerke und einige Instrumentalwerke sowie Werke für Orgel und Cembalo.
Eine Komposition Richters wurde von Johann Sebastian Bach in das Klavierbüchlein für Wilhelm Friedemann Bach aufgenommen, eine unvollständige Suite für Cembalo, bestehen aus einer Allemande und einer unvollständigen Courante.

## Opern
- Il re pastore, Libretto: Pietro Metastasio (1762, Dresden)
- Opera drammatica per festeggiare il gloriosissimo giorno natalizio, Libretto: Pietro Metastasio (1764, Dresden)

## Instrumental
- Concerto con echo für 4 Violinen, 4 Flöten, 2 Violen und B.c.
- Triosonate für Flöte, Oboe und B.c.